# Psorospermum axillare
Psorospermum axillare är en johannesörtsväxtart som först beskrevs av George Don jr, och fick sitt nu gällande namn av Joseph Marie Henry Alfred Perrier de la Bâthie. Psorospermum axillare ingår i släktet Psorospermum och familjen johannesörtsväxter. Inga underarter finns listade i Catalogue of Life.